# Suphisellus lineatus
Suphisellus lineatus is een keversoort uit de familie diksprietwaterkevers (Noteridae). De wetenschappelijke naam van de soort werd in 1871 gepubliceerd door George Henry Horn.